# Rosetta Cattaneo
Rosetta Cattaneo (Italia, 14 de enero de 1919-1988) fue una atleta italiana especializada en la prueba de 4 x 100 m, en la que consiguió ser medallista de bronce europea en 1938.

## Carrera deportiva
En el Campeonato Europeo de Atletismo de 1938 ganó la medalla de bronce en los relevos de 4 x 100 metros, llegando a meta en un tiempo de 49.4 segundos, tras Reino Unido (oro con 46.8 segundos) y Polonia (plata 48.2 segundos).